# Брамстон-Бич
Брамстон-Бич — город и населенный пункт в штате Квинсленд (Австралия). В переписи 2016 года население Брамстон-Бич составляло 174 человека.

## География
Брамстон-Бич расположен в 60 километрах к югу от регионального центра Кэрнс. Он расположен в 17 километрах к востоку от шоссе Брюса и доступен с шоссе через Брамстон-Бич-роуд (англ. Bramston Beach Road).
Район Брамстон-Бич включает в себя две прибрежные равнины, каждая из которых окружена небольшими горными хребтами. Местность ограничена вдоль северо-востока Коралловым морем и небольшими горными хребтами.
Северная прибрежная равнина частично находится в пределах национального парка Рассел Ривер (англ. Russell River National Park), а остальная часть используется под нужды сельского хозяйства, в основном для выпаса скота. Брамстон-Бич-роуд проходит через южную часть северной прибрежной равнины до песчаного пляжа. Небольшой жилой и кемпинг расположен в конце дороги у пляжа.
На южной прибрежной равнине также есть песчаный пляж, но через него нет крупных дорог. Это полностью свободная земля, используемая для сельского хозяйства, опять же в основном для выпаса.
Пляж в Брамстон-Бич является местом гнездования черепах, но страдает от природных и техногенных угроз в районе гнездования. В этом районе также есть крокодилы.
Это популярное место для домов на колесах, отличное место для рыбалки. Население города немного старше среднего.

## История
Город назван в честь сэра Джона Брамстона, одного из первых политиков Квинсленда.
В марте 1872 года, после крушения корабля Мария на рифе Брамбл, одна из групп выживших высадилась на плоту к югу от мыса Купер (англ. Cooper Point). Люди племени Джиру (англ. Djiru) проживавшие на этой территории были чрезвычайно гостеприимны, кормя и укрывая группу выживших пришельцев, пока капитан Джон Морсби не прибыл, чтобы вернуть выживших в британские поселения дальше на юг. Эта группа выживших проводила большую часть своего времени в деревне Джиру, которая находилась в современном Брамстон-Бич. Некоторые деревни Джиру в этом районе состояли из довольно больших хижин с несколькими входами. У. Т. Форстер, член группы выживших, записал свой опыт общения с Джиру в брошюре, опубликованной позднее, в 1872 году. Форстер вернулись позднее в это место, чтобы поблагодарить Джиру и подарить им одеяла, но деревня оказалась пуста, из-за того что тут незадолго до этого побывала туземная полиция.
Фильм 1998 года «Тонкая красная линия» был частично снят на пляже Брамстон.
По данным переписи 2006 года, население Брамстон-Бич составляло 196 человек.

По переписи 2011 года, население Брамстон-Бич составляло 154 человек.

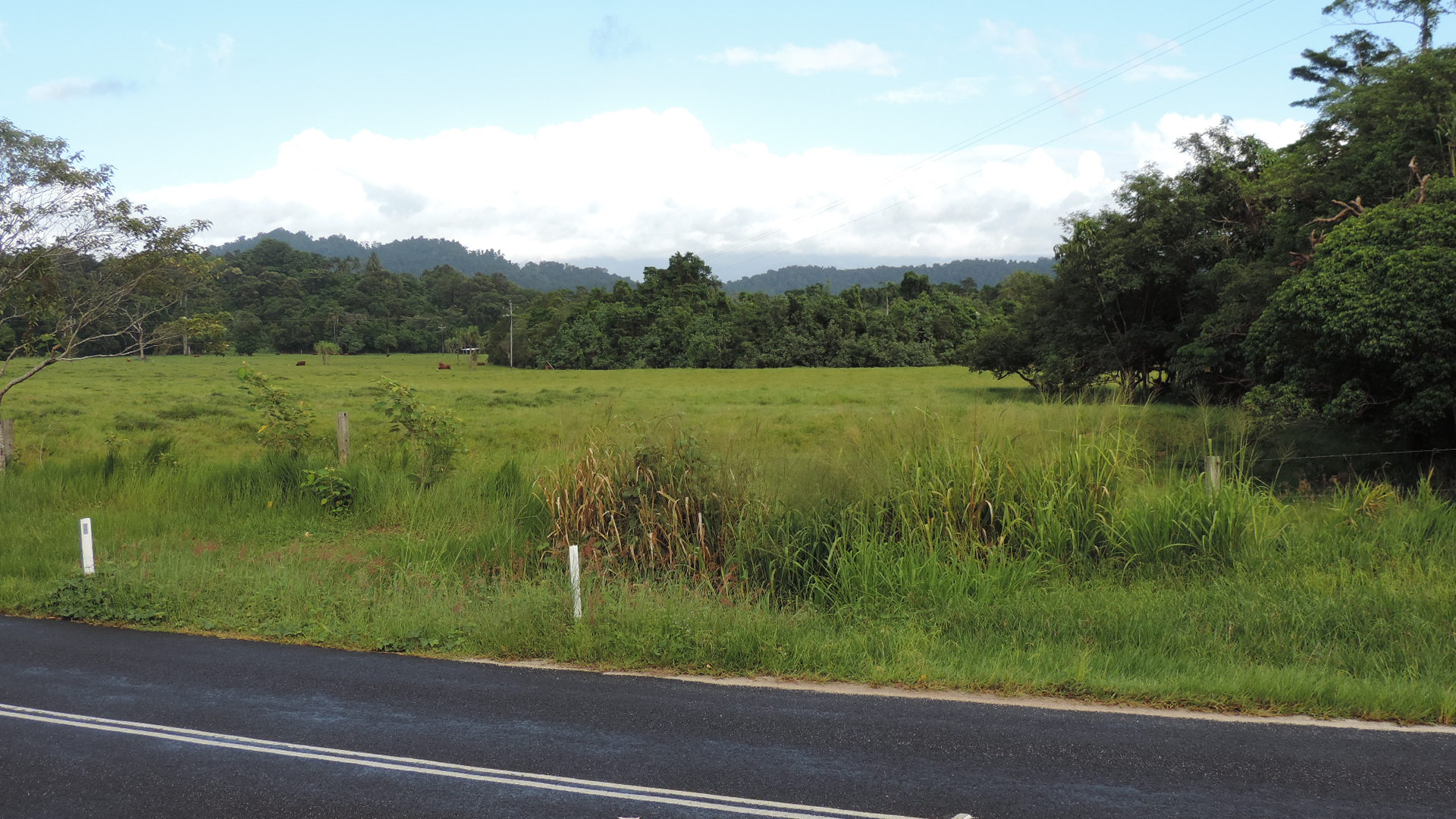
Поля Брамстон Бич
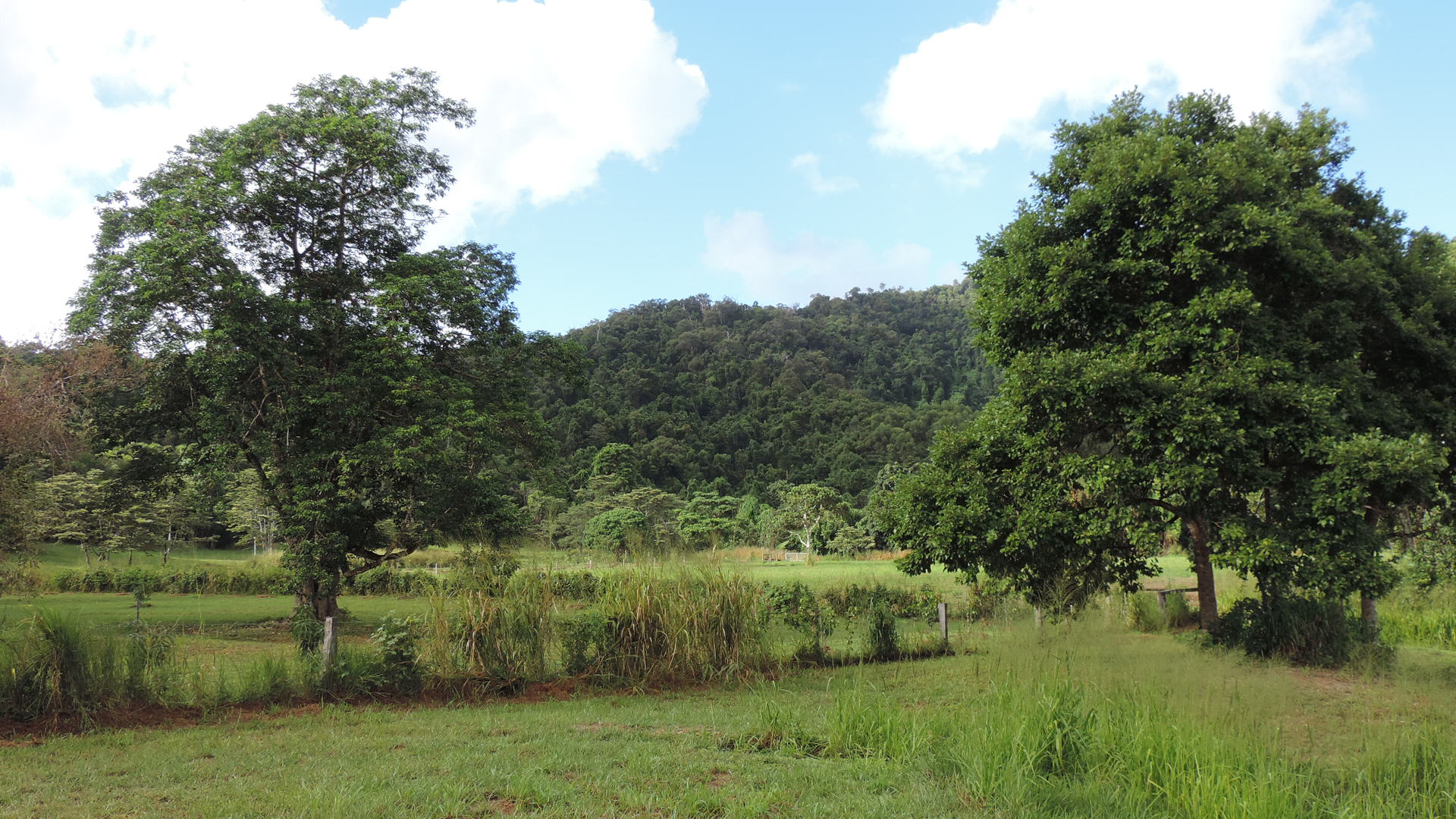
Поля Брамстон Бич
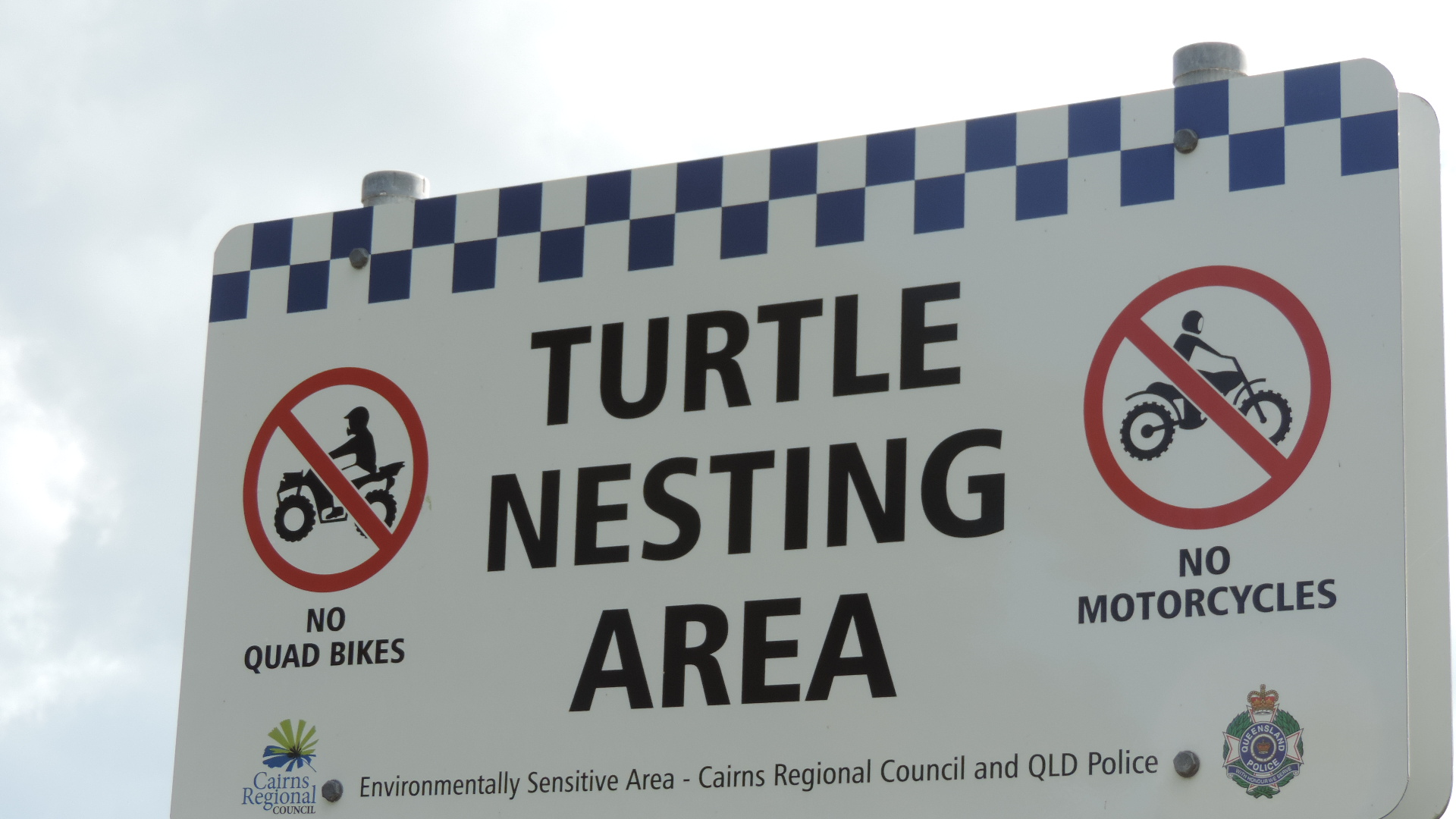
Знак предупреждающий о месте гнездования черепах
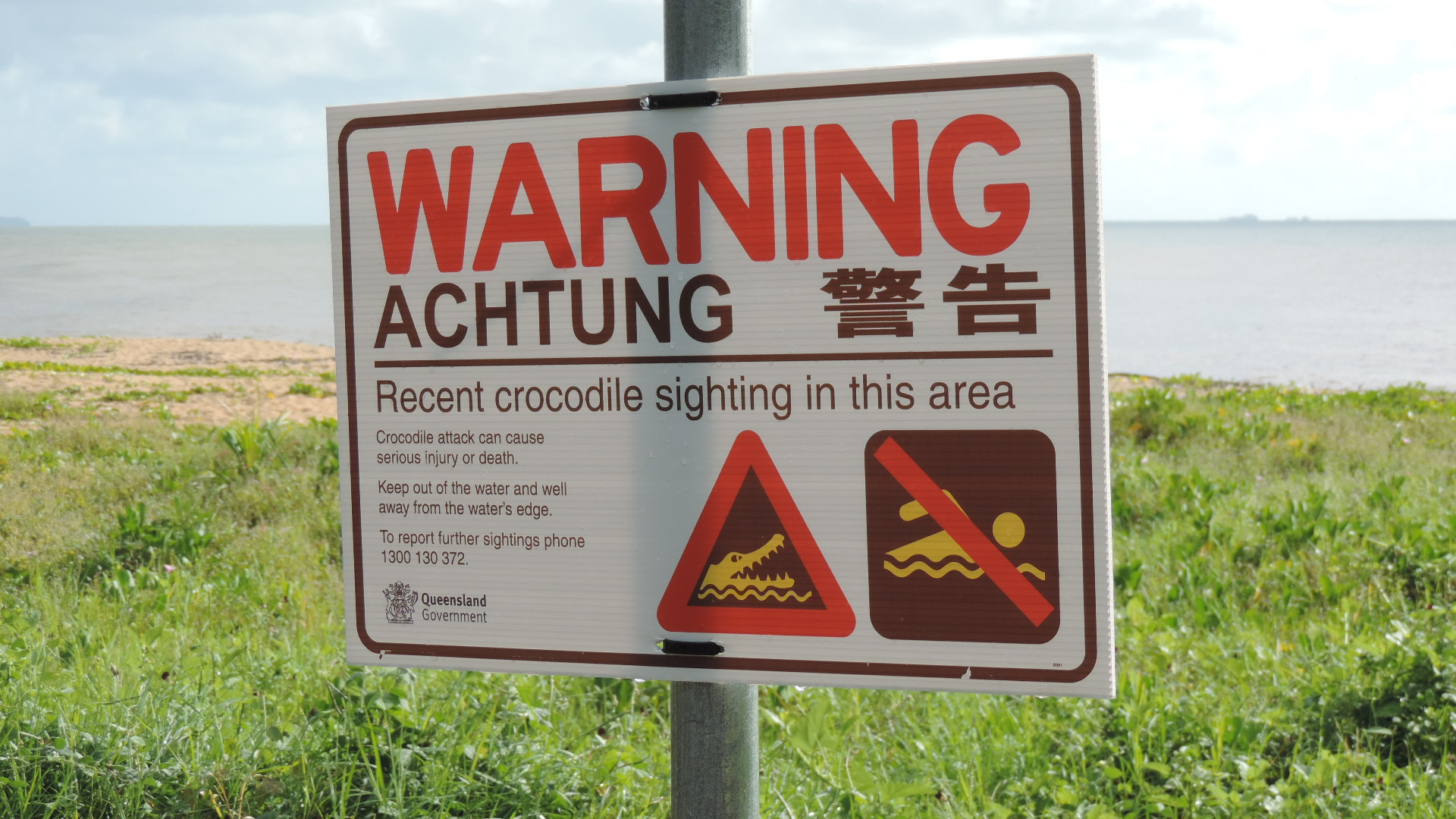
Знак предупреждающий о крокодилах
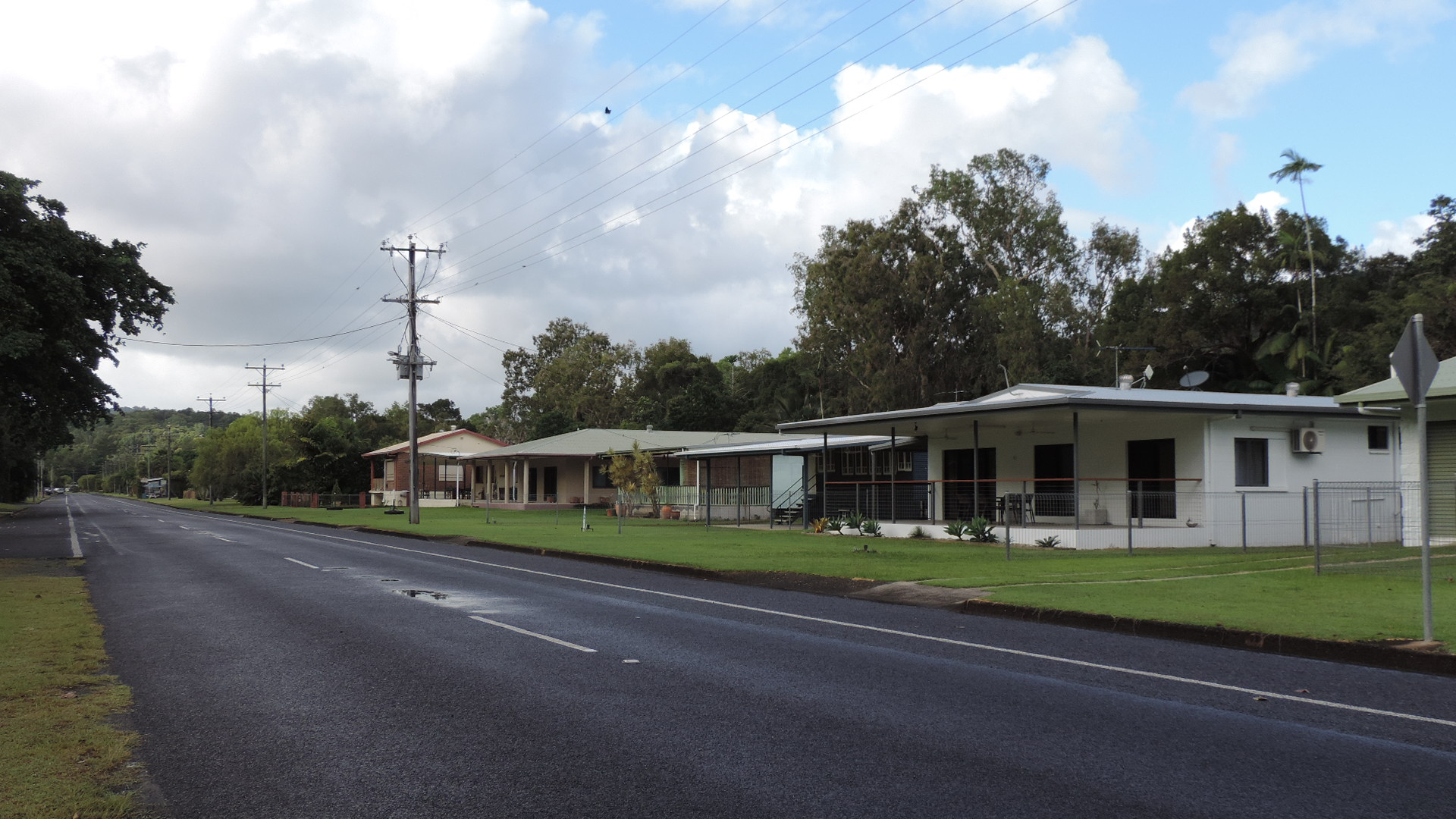
Эванс Роуд, Брамстон Бич